# Střítež u Českého Těšína
Střítež u Českého Těšína – przystanek kolejowy w Trzycieżu, w kraju morawsko-śląskim, w Czechach. Znajduje się na wysokości 360 m n.p.m..

## Historia
Przystanek kolejowy zlokalizowany w centrum miejscowości został otwarty 1 czerwca 1889 roku. Infrastruktura składała się z niewielkiego budynku, w którym zlokalizowana była oszklona poczekalnia i kasa biletowa. Drewniany fragment budowli, w którym umieszczona została poczekalnia, został w marcu 2018 roku wyburzony. W zamian utworzono miejsca parkingowe dla rowerów. Obok przystanku zlokalizowany został przejazd kolejowo-drogowy. W 2018 roku zamontowano zapory Od grudnia 2020 roku funkcjonuje jako przystanek na żądanie. Z przystanku poprowadzono szlak turystyczny na przełęcz Gucką.